# Distretto di Santo Tomás (Cajamarca)
Il distretto di Santo Tomás è uno dei quindici distretti  della provincia di Cutervo, in Perù. Si trova nella regione di Cajamarca e si estende su una superficie di 279,61 chilometri quadrati.

Istituito il 17 agosto 1920, ha per capitale la città di Santo Tomás; al censimento 2005 contava 9.182 abitanti.